# Psychotria santaremica
Psychotria santaremica är en måreväxtart som beskrevs av Johannes Müller Argoviensis. Psychotria santaremica ingår i släktet Psychotria och familjen måreväxter. Inga underarter finns listade i Catalogue of Life.